# Ермолово (Московская область)
Ермолово — деревня в Чеховском районе Московской области, в составе муниципального образования сельское поселение Стремиловское (до 28 февраля 2005 года входила в состав Стремиловского сельского округа).

## Население
| 2002 | 2006 | 2010 |
| ---- | ---- | ---- |
| 16   | ↘9   | ↗15  |

## География
Ермолово расположено примерно в 10 км на запад от Чехова, на речке Вьюнтиха — правом притоке реки Никажель (правый приток Лопасни), высота центра деревни над уровнем моря — 179 м.

## История
До 1742 года владельцем Ермолово Серпуховского уезда был Лукъян Иванович Талызин -стольник,воевода. С 1742 г. владельцем стал его сын -контр-адмирал Иван Лукъянович Талызин. С 1777 по 1808 -Лукъян Иванович Талызин - сын И.Л.Талызина. с 1808(купчая)   по 1825— жена генерал-лейтенанта Клеопатра Нащокина (1767—20.08.1828). Усадьба Нащокиных находилась в селе Рай-Семеновское Серпуховского уезда. 
1825—1857 — дочь Нащокиной Анастасия Окулова (27.10.1787 — 07.09.1862). 
8 декабря 1857(дарственная запись)—1915 — дочь Анастасии Окуловой Александра Матвеевна Шнейдер (5.04.1833—1915). Её муж Александр Федорович Шнейдер был врачом, одно время руководителем Земской управы г. Серпухов, знакомый А.П. Чехова. Детей у А.М.Шнейдер не было. По завещанию в 1915 г.  имение перешло во владение Александре Пазухиной, родственнице Шнейдер.
В 1770 году численность населения составляла 94 человека, площадь — 15 десятин или около 17 га.
В 1862  численность населения сельца Ермолово при пуде и ключах Ольхово Болото составляла 243 человека, в т.ч. мужского пола-108, женского -135.(Список населенных местностей Московской губернии) 1862г.
В 1878 году А.М. Шнейдер распорядилась построить помещение под земскую школу, в которой могли учиться дети из Дубны, Жальское, Пешково, Русаново, Милягино, Каргашиново. Школа находилась в господской усадьбе.
В 1912 году в Ермолово насчитывалось 44 двора.
В 1926 году численность населения — 190 человека. в том числе 79 мужчин и 111 женщин; всего 41 домохозяйство.
В 1918 году в имении Шнейдер организовали коммуну «Заря», где работали и жили латыши, которые не захотели возвращаться в Латвию.
В 1920 году организован Сельхоз «Ермолово», задачей и целей которого было развитие молочного хозяйства. В 1922 году организована Ермоловская ячейка РЛКСМ, состоящая из 10 членов и трёх кандидатов. Зимой были кружки политграмоты (по Коваленко) и 2 раза юнкружок, проводились спектакли в Дубне.
4 мая 1936 года в деревне Ермолово организовали с/х артель «Общий труд».
В 2010 году на территории бывшего совхоза «Дубненский» вблизи деревни Ермолово началось строительство нового микрорайона «Ермолово». Планировалось построить не менее семи 17-этажных домов, поликлинику, школу, детские сады. Дома строились по заказу Минобороны для военнослужащих. Однако в 2011 году строительств было приостановлено и, по состоянию на 2022 год, до сих пор не возобновлено.

## Галерея

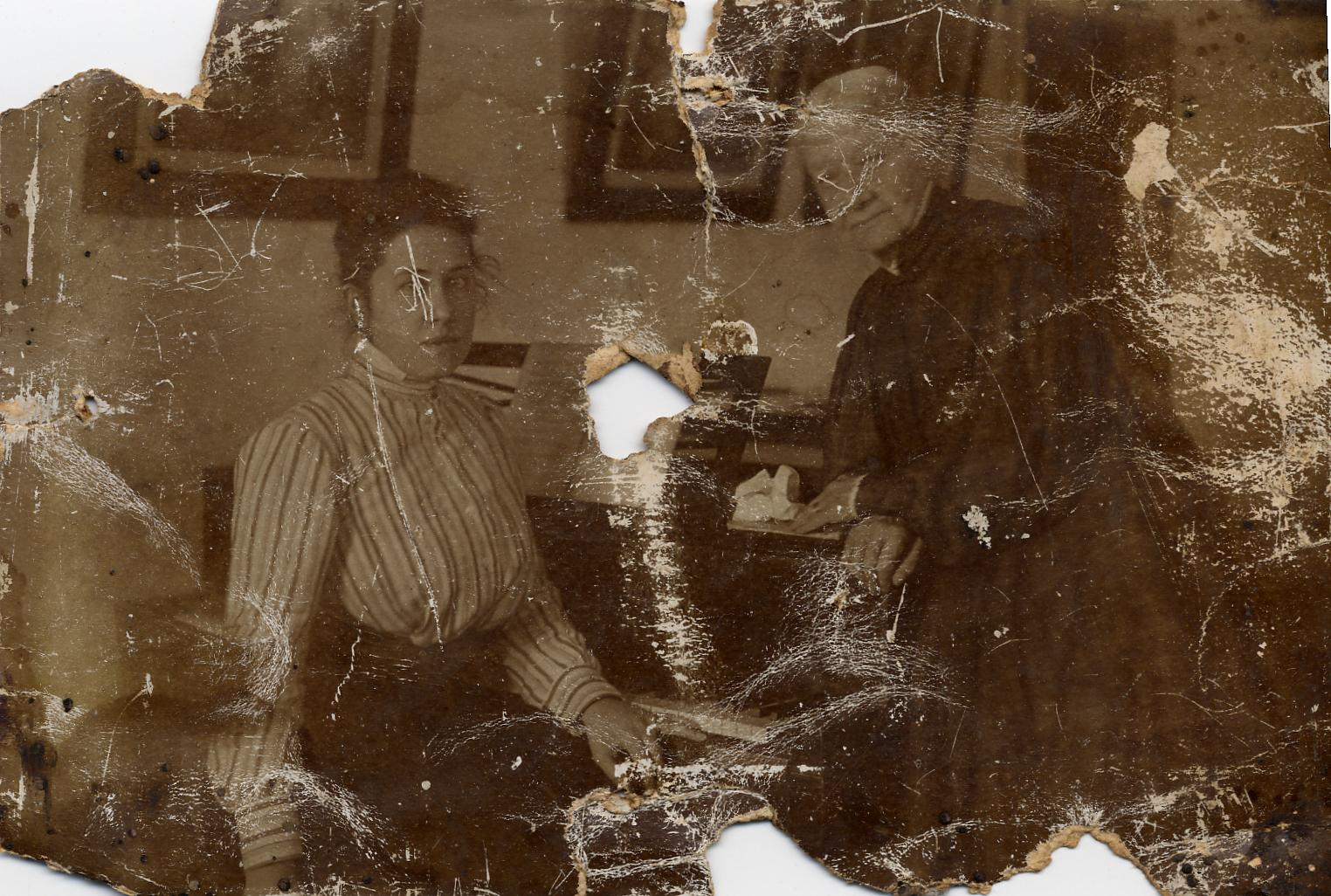
Ермолово имение Шнейдер 1900—1910 годы
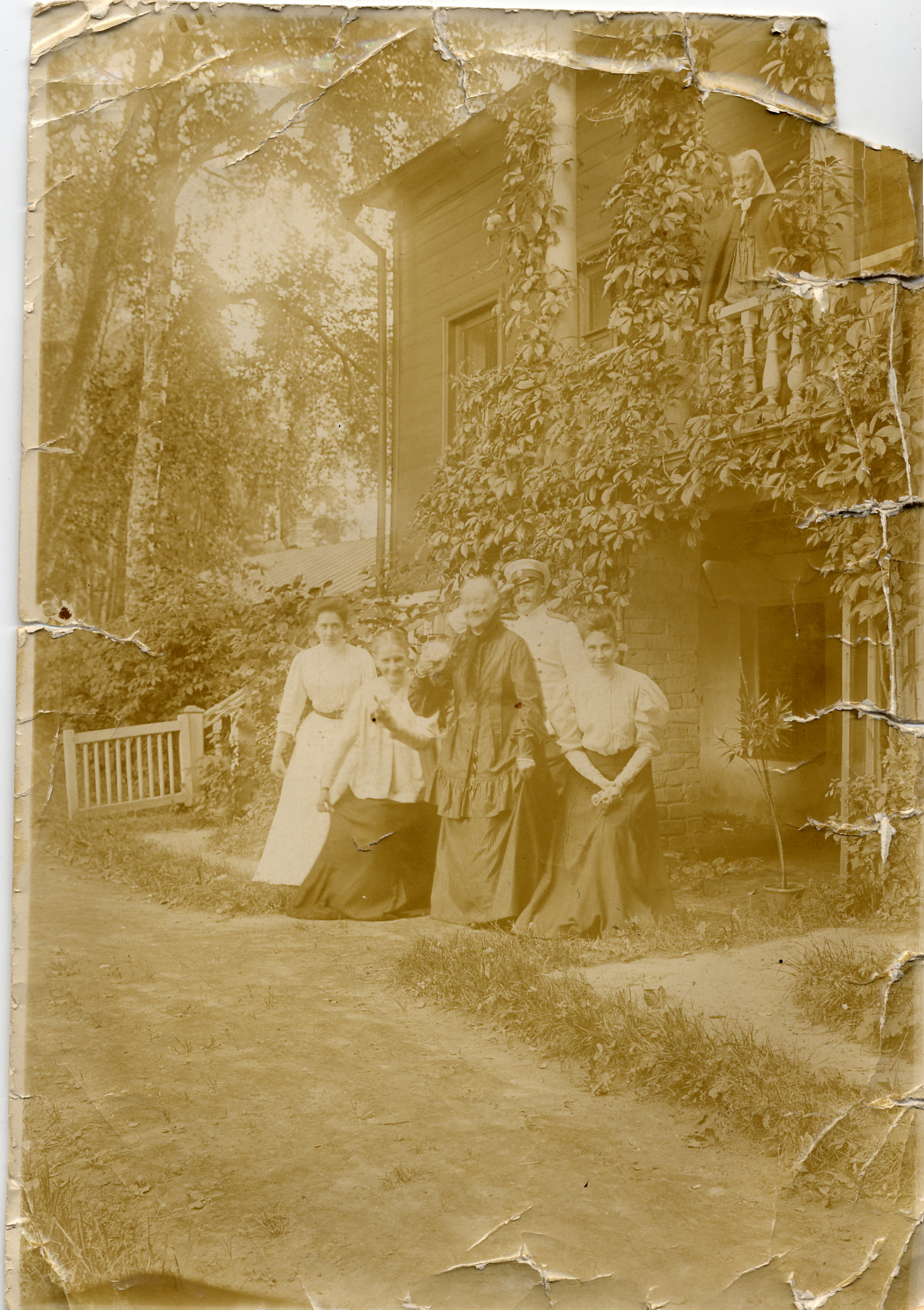
Ермолово семья Шнейдер, 1910 год
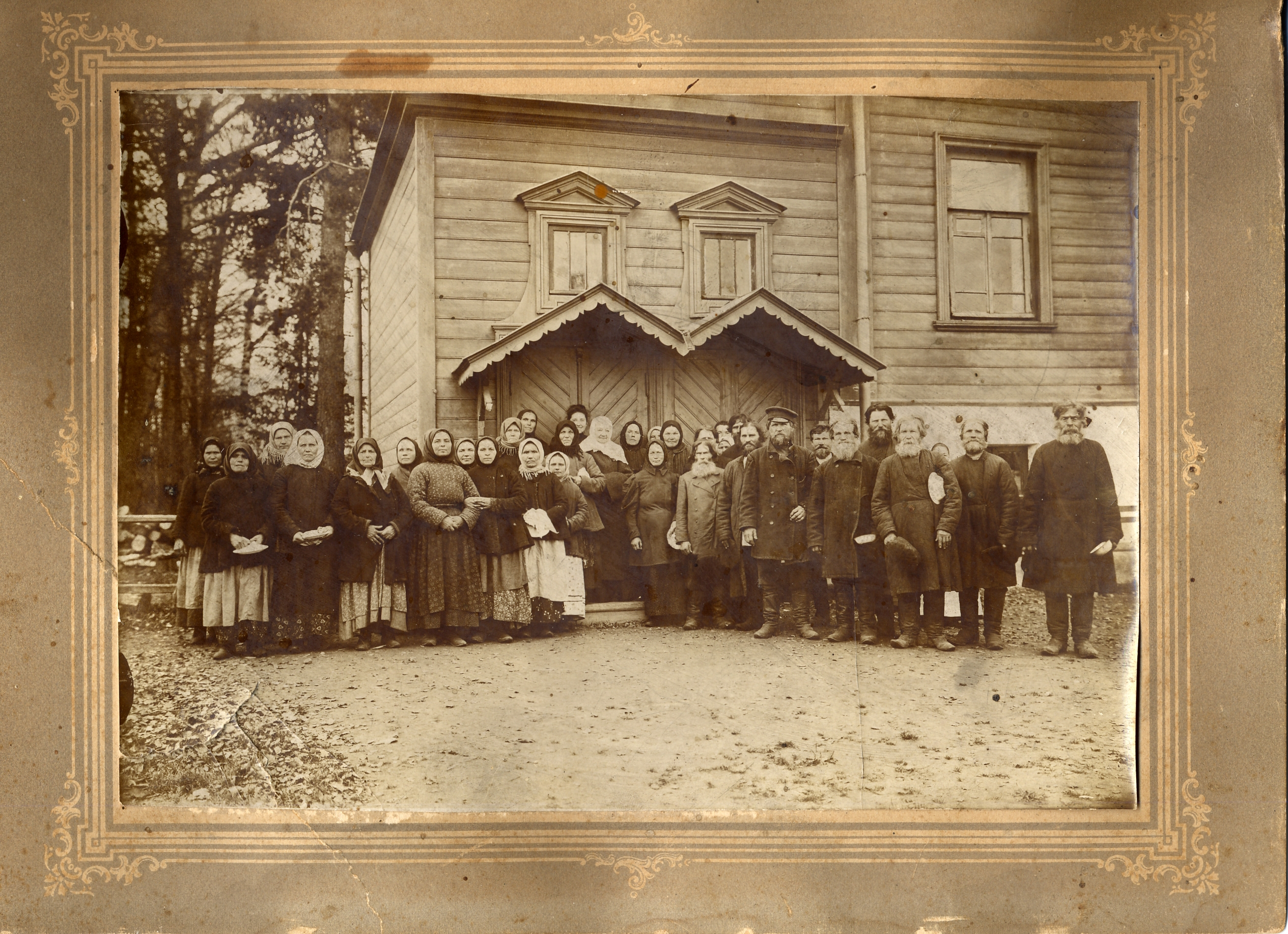
Ермолово, 8 октября 1903 года
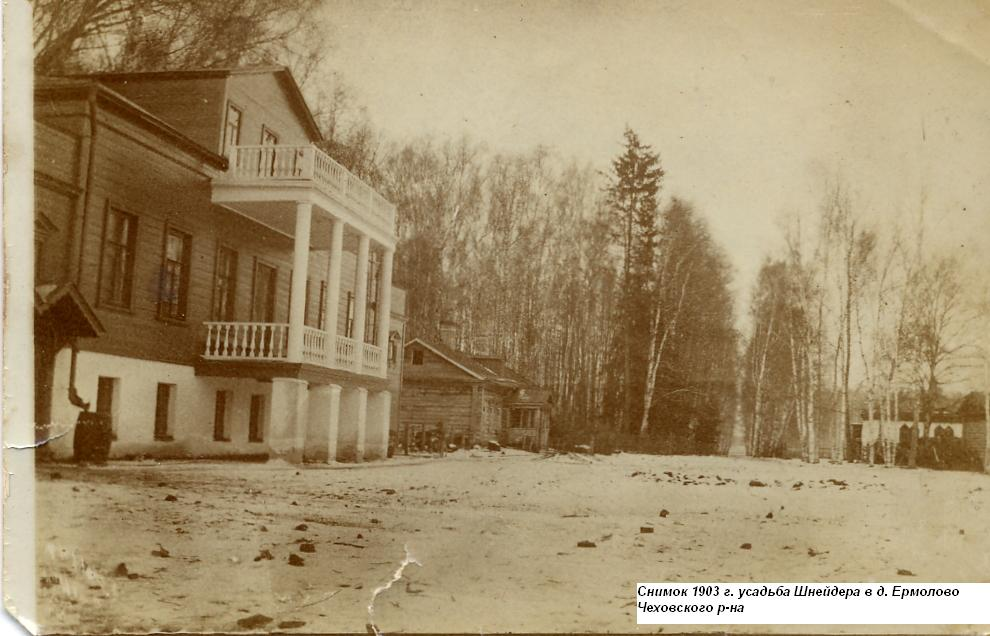
Барский дом Ермолово, 1903 год
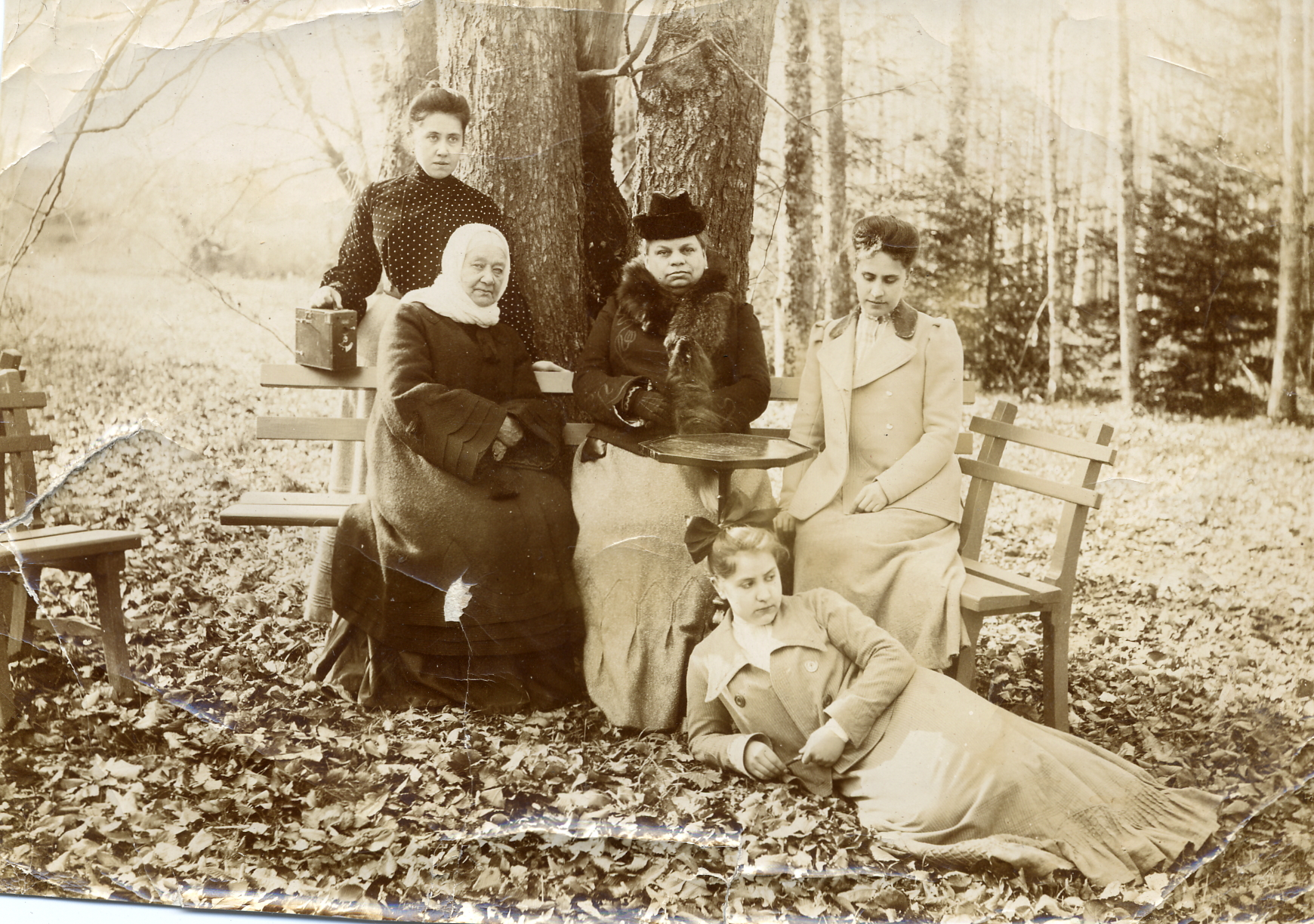
Семья Шнейдер в саду Ермолово, 1900 год